# Adesmia denudata
Adesmia denudata är en ärtväxtart som beskrevs av Rodolfo Amando Philippi. Adesmia denudata ingår i släktet Adesmia och familjen ärtväxter. Inga underarter finns listade i Catalogue of Life.